# High (utwór muzyczny Knuta Andersa Søruma)
High – utwór norweskiego wokalisty Knuta Andersa Søruma, nagrany oraz wydany w formie singla w 2004. Piosenkę napisali Thomas Thörnholm, Lars Andersson i Dan Attlerud
W marcu 2004 utwór zwyciężył w finale programu Melodi Grand Prix, w których pokonał 11 propozycji, wybranych spośród ponad 500 piosenek nadesłanych do siedziby telewizji NRK. W finale otrzymał 82 427 głosów od telewidzów. Dzięki wygranej został propozycją reprezentującą Norwegię podczas 49. Konkursu Piosenki Eurowizji organizowanym w Stambule w maju 2004. 15 maja zajął ostatnie, 24. miejsce w finale konkursu. 

## Lista utworów
CD Single
1. „High” (Melodi Grand Prix Version) – 3:04
2. „High” (Album Version) – 3:06